# Embia lesnei
Embia lesnei är en insektsart som beskrevs av Ross 1966. Embia lesnei ingår i släktet Embia och familjen Embiidae. Inga underarter finns listade i Catalogue of Life.